# Территориальная прелатура Эль-Сальто
Территориальная прелатура Эль-Сальто (лат. Territorialis Praelatura Saltensis in Mexico) — территориальная прелатура Римско-католической церкви с центром в городе Эль-Сальто, Мексика. Территориальная прелатура Эль-Сальто входит в митрополию Дуранго. Кафедральным собором территориальной прелатуры Эль-Сальто является церковь Пресвятой Девы Марии Гваделупской. 

## История
10 июня 1968 года Римский папа Павел VI издал буллу Non habentibus, которой учредил территориальную прелатуру Эль-Сальто, выделив её из архиепархии Дуранго.

## Ординарии епархии
- епископ Francisco Medina Ramirez (7.12.1973 — 13.10.1988);
- епископ Manuel Mireles Vaquera (13.10.1988 — 28.09.2005);
- епископ Ruy Rendón Leal (28.09.2005 — 16.07.2011), назначен епископом Матамороса;
- епископ Juan María Huerta Muro (2.02.2012 — по настоящее время).

## Источник
- Annuario Pontificio, Ватикан,  2007
- Булла Non habentibus  (лат.)